# Stazione di Casarano
La stazione di Casarano è una stazione ferroviaria a servizio del comune di Casarano, in provincia di Lecce. Si trova sulla ferrovia Novoli-Gagliano del Capo ed è capolinea della ferrovia Casarano-Gallipoli.
È gestita dalle Ferrovie del Sud Est.
La stazione presenta 4 binari (tre passanti e uno tronco) e una rimessa.

## Servizi
La fermata dispone di:
- Biglietteria a sportello e automatica
- Servizi igienici
- Area per l'attesa
- Parcheggio di scambio
- Accessibilità per portatori di handicap
- Fermata autolinee extraurbane

## Movimento
La stazione è servita dai treni regionali svolti dalle Ferrovie del Sud Est nella relazione Lecce - Gagliano Leuca via le linee 2 e 3 e nella relazione Casarano - Gallipoli via la linea 4.